# Adolph Nagel
Adolph Nagel (vollständiger Name Georg Wilhelm Adolph Nagel; * 17. Juli 1800 in Hannover; † 22. September 1873 ebenda) war ein deutscher Musikalienhändler und Musikverleger.

## Leben
Der gelernte Kaufmann Nagel trat 1832 oder 1833 in den von Christian Bachmann gegründeten Verlag nebst Musikalienhandlung in Hannover ein. 1835 verließ Bachmann die gemeinsame Firma, die Nagel bis zu seinem Tode weiterführte.
Wie schon Bachmann setzte sich Nagel unter anderem für die Werke von Heinrich Marschner ein. Sein Sohn Georg Theodor Nagel (1836–1888) führte später den Verlag weiter.